# Isnello
Isnello ist eine Stadt der Metropolitanstadt Palermo in der Region Sizilien in Italien mit 1283 Einwohnern (Stand 31. Dezember 2023).

## Lage und Daten

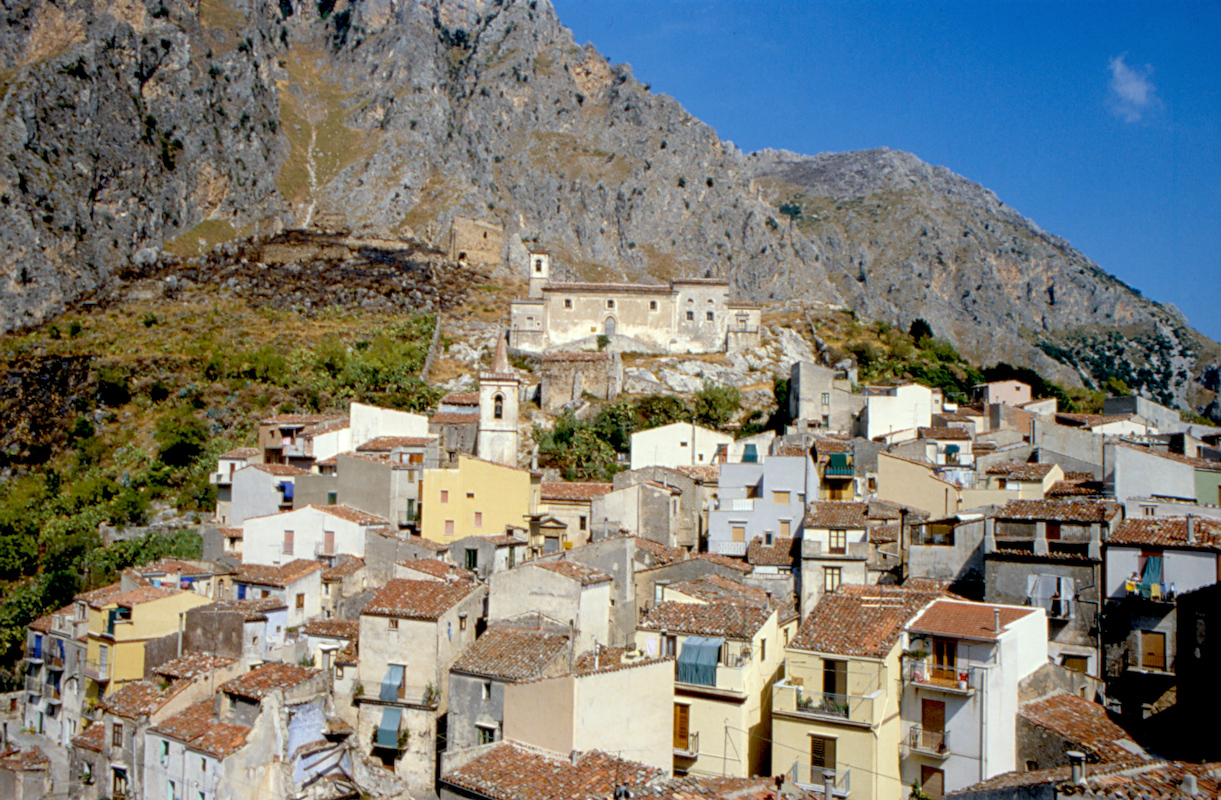
Blick auf Isnello

Isnello liegt 80 km östlich von Palermo in den Monti Madonie.
Die Einwohner arbeiten hauptsächlich in der Landwirtschaft.
Die Nachbargemeinden sind Castelbuono, Cefalù, Collesano, Gratteri, Petralia Sottana, Polizzi Generosa und Scillato.

## Geschichte
Der heutige Ort entstand im 13. Jahrhundert um ein Kastell herum. In Höhlen in der Umgebung von Isnello wurden teilweise sehr alte Gegenstände gefunden, die belegen, dass die Gegend um Isnello schon seit vorgeschichtlicher Zeit von Menschen bewohnt wird.

## Sehenswürdigkeiten
Im Ort stehen noch Reste des mittelalterlichen Kastells. Die Kirche San Nicolo di Bari, Dom der Stadt, wurde im 14. Jahrhundert erbaut, dann aber im 15. Jahrhundert stark verändert. Im Inneren sind Gemälde von Giuseppe Salerno und Stuckarbeiten von Giuseppe Li Volsi zu sehen. Die Kirche San Michele stammt aus dem 14. Jahrhundert, die Orgel und die Stuckarbeiten sind aus dem 18. Jahrhundert. Die Kirche Rosario wurde im 16. Jahrhundert erbaut, im Inneren befinden sich die Gräber der Grafen von Isnello.
Am Ortseingang befindet sich die Statue La Madre Madonita aus dem Jahre 1987. Sie wurde von dem einheimischen Künstler Pietro Giambelluca erstellt.